# Letcombe Bassett
 (septembre 2023).
Letcombe Bassett est une paroisse civile et un village de l'Oxfordshire, en Angleterre.